# Église Sainte-Thérèse-de-l'Enfant-Jésus de Ferryville
L'église Sainte-Thérèse-de-l'Enfant-Jésus de Ferryville, située dans la ville de Menzel Bourguiba en Tunisie, est une église catholique bâtie à l'époque du protectorat français. Cédée au gouvernement tunisien en 1964, elle abrite désormais la bibliothèque publique de la ville.

## Construction de l'église
La fondation de la ville à la fin du XIXe siècle est étroitement liée à la construction de l'arsenal de la base navale de Ferryville. L'afflux d'ouvriers de toutes nationalités justifie le désir d'y créer une paroisse dès 1899. Les premières messes sont dites dans une pièce de la maison Altesse. On y trouve un autel avec des bougeoirs, des chasubles et un petit calice. Le mobilier se limite à quatre chaises et des bancs prêtés par le régisseur de la Société nord-africaine, société créée pour la construction de l'arsenal.
La construction d'une église est décidée lorsque la Société nord-africaine s'engage à financer une partie des travaux et à offrir le terrain sur lequel elle doit être bâtie. La première pierre du clocher est posée en avril 1902. Il est en effet décidé de commencer la bâtisse par cette partie de l'édifice à laquelle doit être adjointe une nef en bois. Mais des restrictions budgétaires de la société l'amènent à revoir ses ambitions à la baisse : le clocher n'est pas achevé et la nef promise se résume à une baraque en bois construite en contrebas de ce dernier. L'abbé Benetti responsable de la paroisse en est réduit à financer lui-même l'achat du mobilier nécessaire au lieu de culte.
L'extension de la ville révèle très vite que cet édifice bancal est bien trop petit pour une population en constante augmentation. Pour ne rien arranger, on apprend bientôt que le terrain sur lequel est bâti l'église appartient à l'État tunisien et non à la Société nord-africaine. Il faut entamer des démarches auprès de la direction des travaux publics pour régulariser la situation.
Les difficultés financières causées par la fin des travaux de l'arsenal mettent fin aux promesses de financement initiales. Le retentissement international causé par les obsèques des victimes des catastrophes du Farfadet en 1905 et du Lutin en 1906 mettent en lumière les insuffisances de l'église de Ferryville. Face à la grogne des paroissiens, l'archevêché de Tunis se résout à financer la construction d'une nef en pierre. Le chantier démarre le 13 juillet 1908. Dès la fin de l'année, la première messe peut être dite le 14 décembre. L'édifice achevé fait 28 mètres de long sur huit mètres de large. Les multiples variations du projet expliquent la disproportion entre le clocher de quarante mètres de haut et la nef qui paraît bien petite en comparaison. En reconnaissance de l'action décisive de l'archevêque de Carthage, Monseigneur Clément Combes, qui a permis son financement, l'église est placée sous le patronage de saint Clément.

## Développement de la paroisse
La fin des travaux de l'église coïncide avec le début de l'activité navale. La population de la ville, qui avait fortement chuté depuis quatre ans et l'achèvement du chantier de l'arsenal, croît à nouveau. Les marins et les ouvriers de l'arsenal ont remplacé les ouvriers du chantier de construction. De nouvelles églises sortent de terre à Besbessia, la Pêcherie et Tinja et sont rattachées à la paroisse de Ferryville.
À l'occasion du congrès eucharistique qui se tient à Carthage en 1930, le clocher reçoit deux nouvelles cloches baptisées « Marie » et « sainte Thérèse de l'Enfant Jésus ». C'est cette dernière qui devient alors la sainte patronne de l'église.
La continuelle extension de la ville relance les ambitions architecturales de son prélat. En 1934, on construit une gigantesque salle d'œuvre de 32 mètres sur dix mètres qui peut accueillir un théâtre et des salles de réunions. Un mur d'enceinte surmonté d'une grille est également bâti pour protéger l'église.

## Destructions pendant la Seconde Guerre mondiale
Le début de la Seconde Guerre mondiale se fait d'abord sentir en 1939 par le départ de nombreux habitants mobilisés. Mais c'est le début de la campagne de Tunisie entre 1942 et 1943 qui a le plus de conséquences pour l'édifice. La ville est intensément bombardée par les avions anglais et américains et l'église, le presbytère et la salle d'œuvre sont pratiquement détruits.
La reconstruction de l'église est l'occasion d'agrandir l'édifice. Le 7 avril 1946, on pose la première pierre de ce nouveau chantier. En attendant la fin des travaux, les offices se tiennent dans la salle d'œuvre qui a été reconstruite.

## Désacralisation de l'église
La vitalité de l'agglomération de Ferryville ne se dément pas après la fin du conflit. Sa population pratiquante est estimée à 2 000 personnes sur une population de 11 000 Européens. En 1954, 365 enfants sont inscrits au catéchisme et, chaque année, ils sont 150 à 200 à fêter leur communion solennelle. Comme le souligne l'abbé Lucien Descousse, « les cloches avec la corne de l'Arsenal rythmaient la vie des gens. Un jour, le sacristain ayant sonné l'angélus à 6 h 05 au lieu de 6 h, les ouvriers de l'Arsenal arrivèrent en retard ».
Malgré les craintes soulevées par l'indépendance du pays en 1956 et le changement de nom de la ville, de Ferryville en Menzel Bourguiba, ils sont toujours 1 000 à 2 000 fidèles à se presser dans l'église chaque dimanche.
La tragédie de la crise de Bizerte en 1961 porte le coup de grâce à la communauté chrétienne de Ferryville. Dès la fin de l'année, ils ne sont plus que cinquante ou soixante à assister aux offices. Toutes les familles françaises ont été évacuées. Il ne reste plus que quelques familles italiennes expropriées, attendant que l'Italie organise leur rapatriement.
Le modus vivendi signé entre le gouvernement tunisien et le Vatican le 10 juillet 1964 prend acte de cette diminution de la présence chrétienne. L'église est cédée gratuitement avec l'assurance qu'elle ne sera utilisée qu'à des fins d'intérêt public compatibles avec son ancienne destination.
L'édifice abrite désormais la bibliothèque publique de la ville.
|      | Baptêmes | Mariages | Sépultures |
| ---- | -------- | -------- | ---------- |
| 1900 | 0        | 3        | 0          |
| 1910 | 89       | 15       | 40         |
| 1920 | 137      | 57       | 63         |
| 1930 | 131      | 36       | 85         |
| 1940 | 247      | 61       | 127        |
| 1950 | 247      | 84       | 73         |
| 1960 | 165      | 47       | 61         |

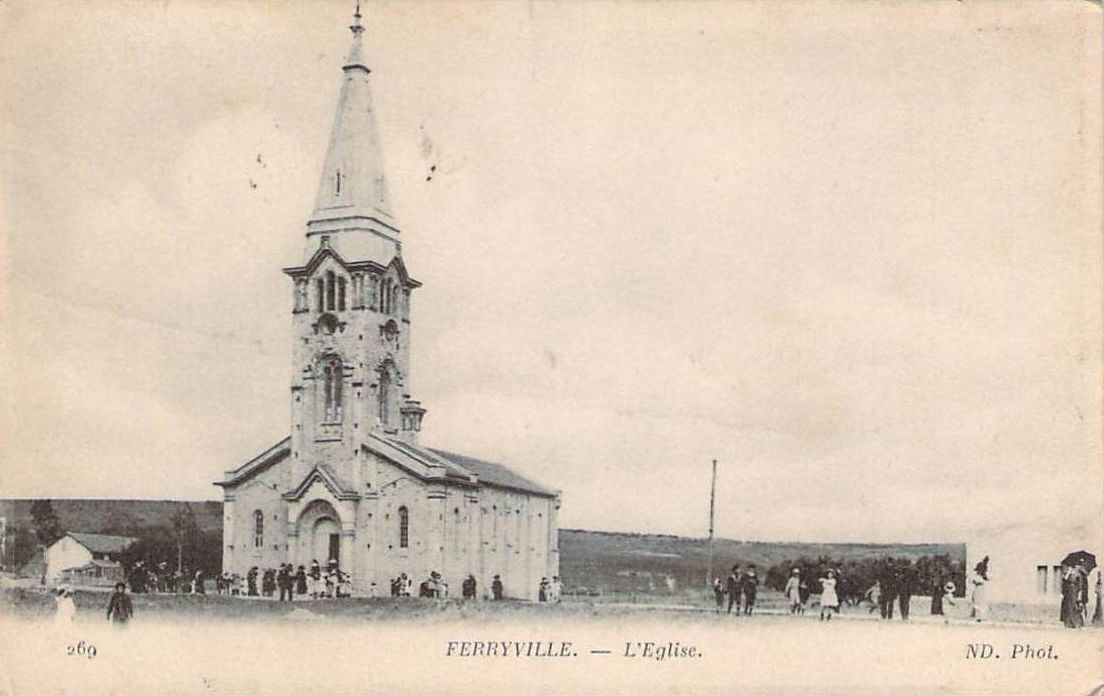
Église dans les années 1910.
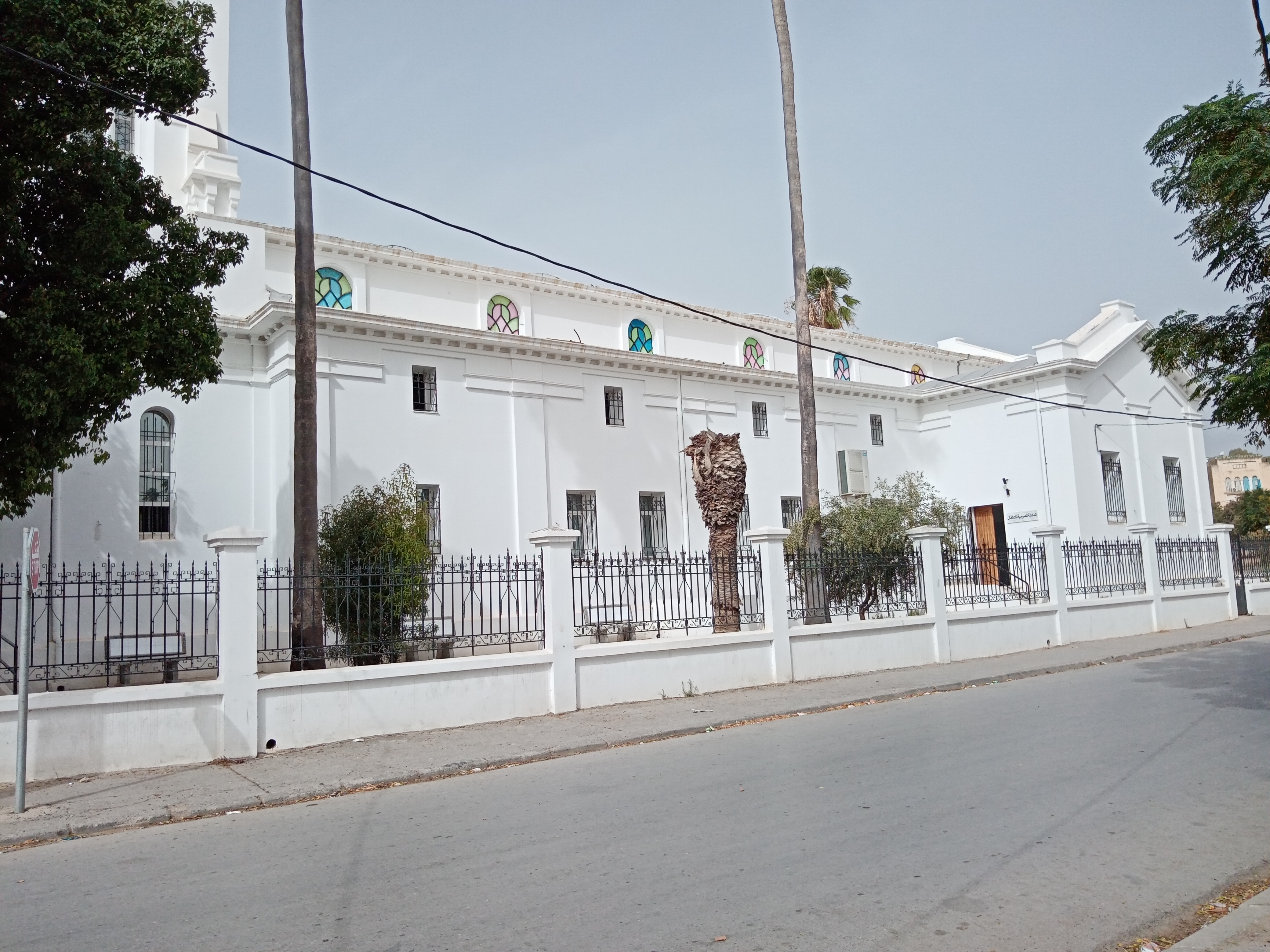
Façade sud-est en 2023.
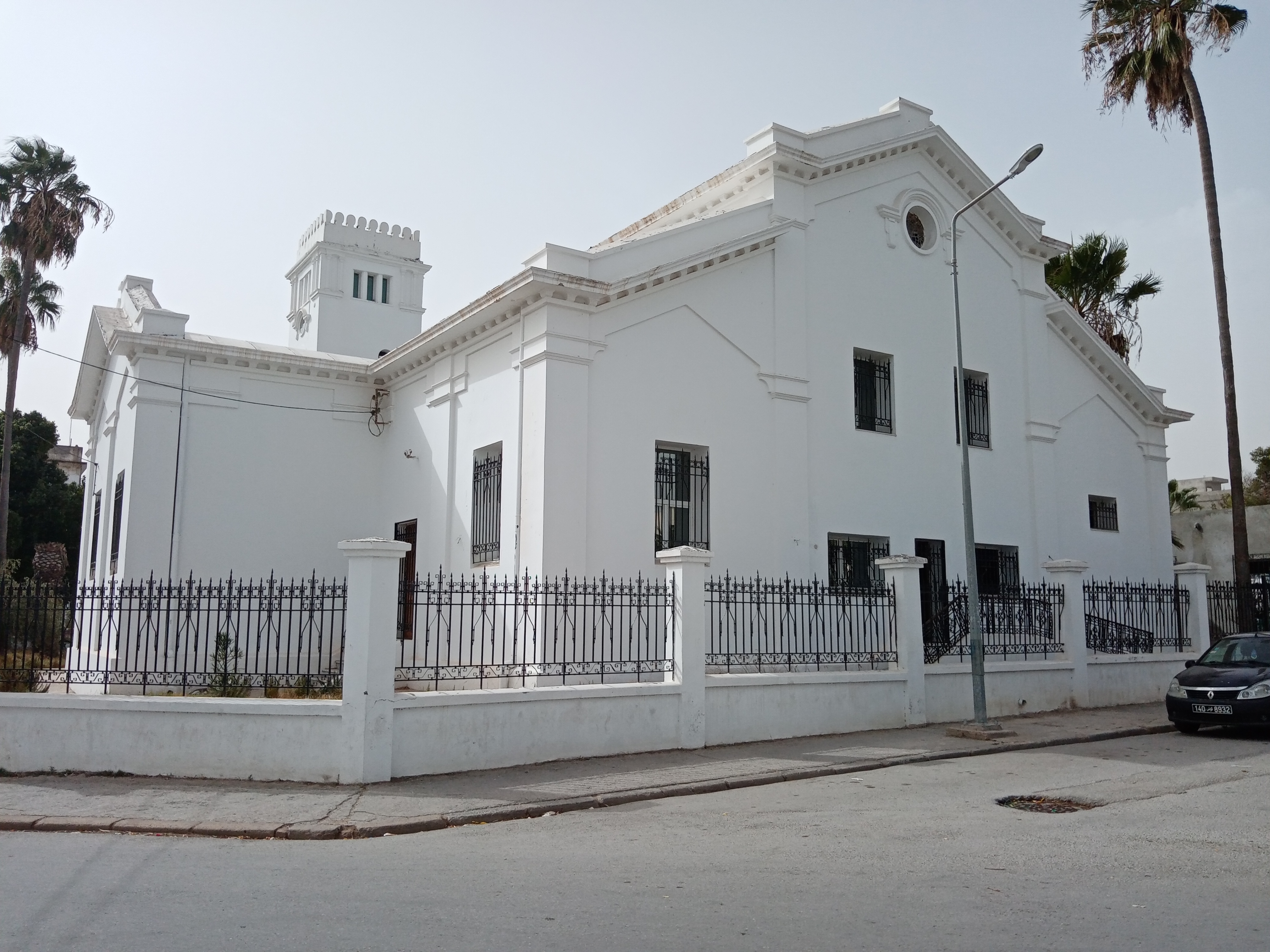
Façade nord-est.
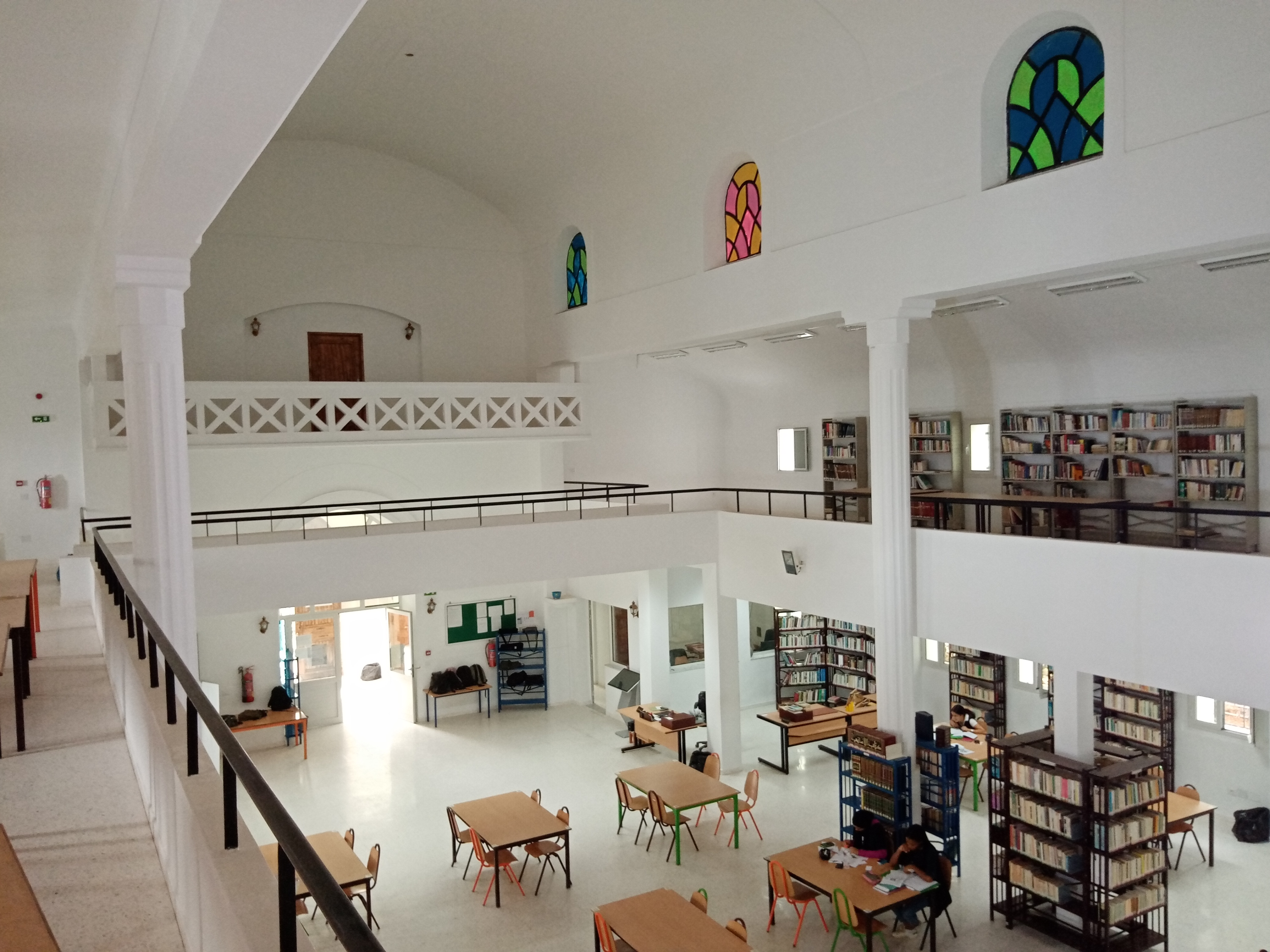
Intérieur de la bibliothèque.
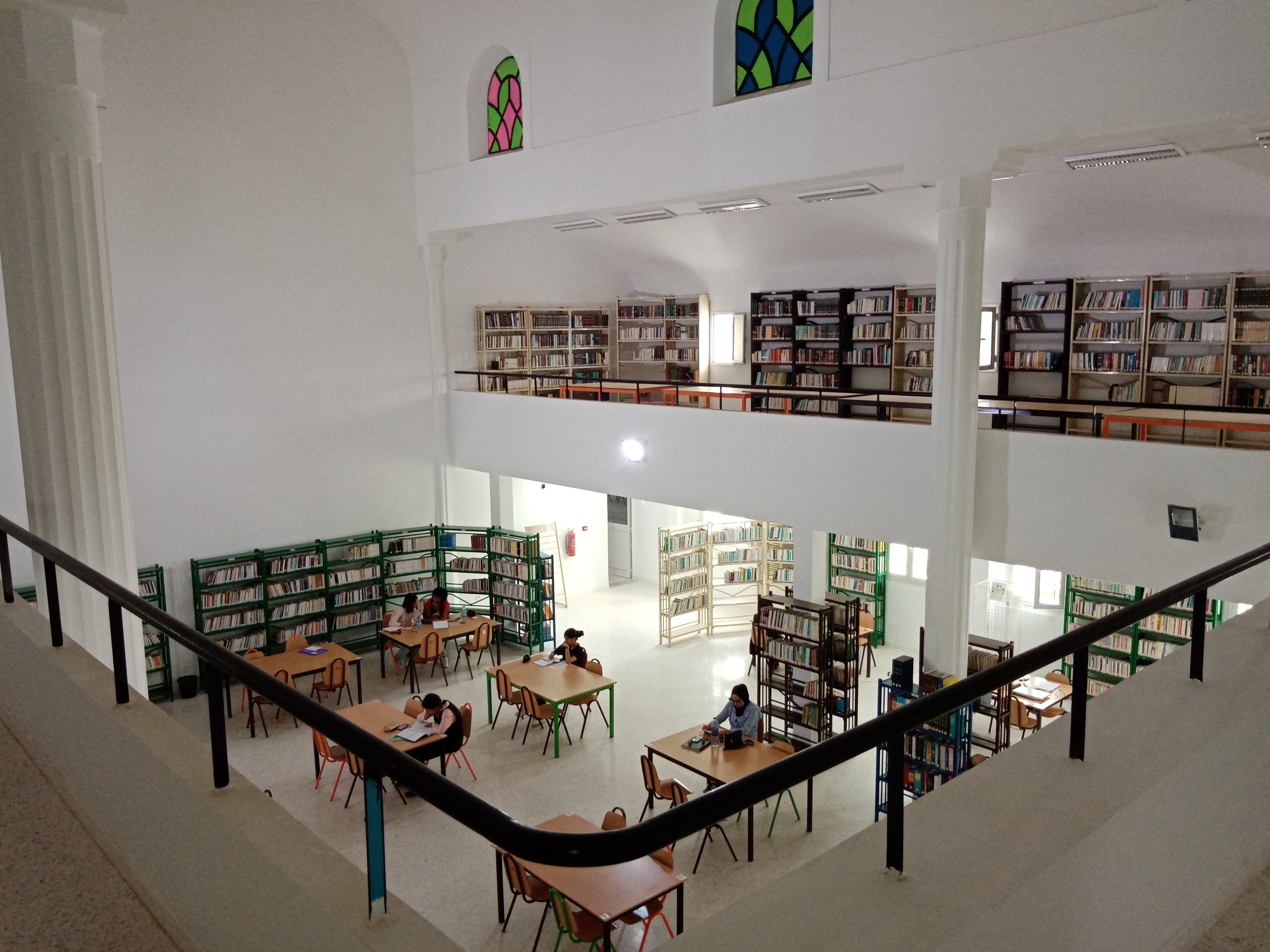
Intérieur de la bibliothèque.
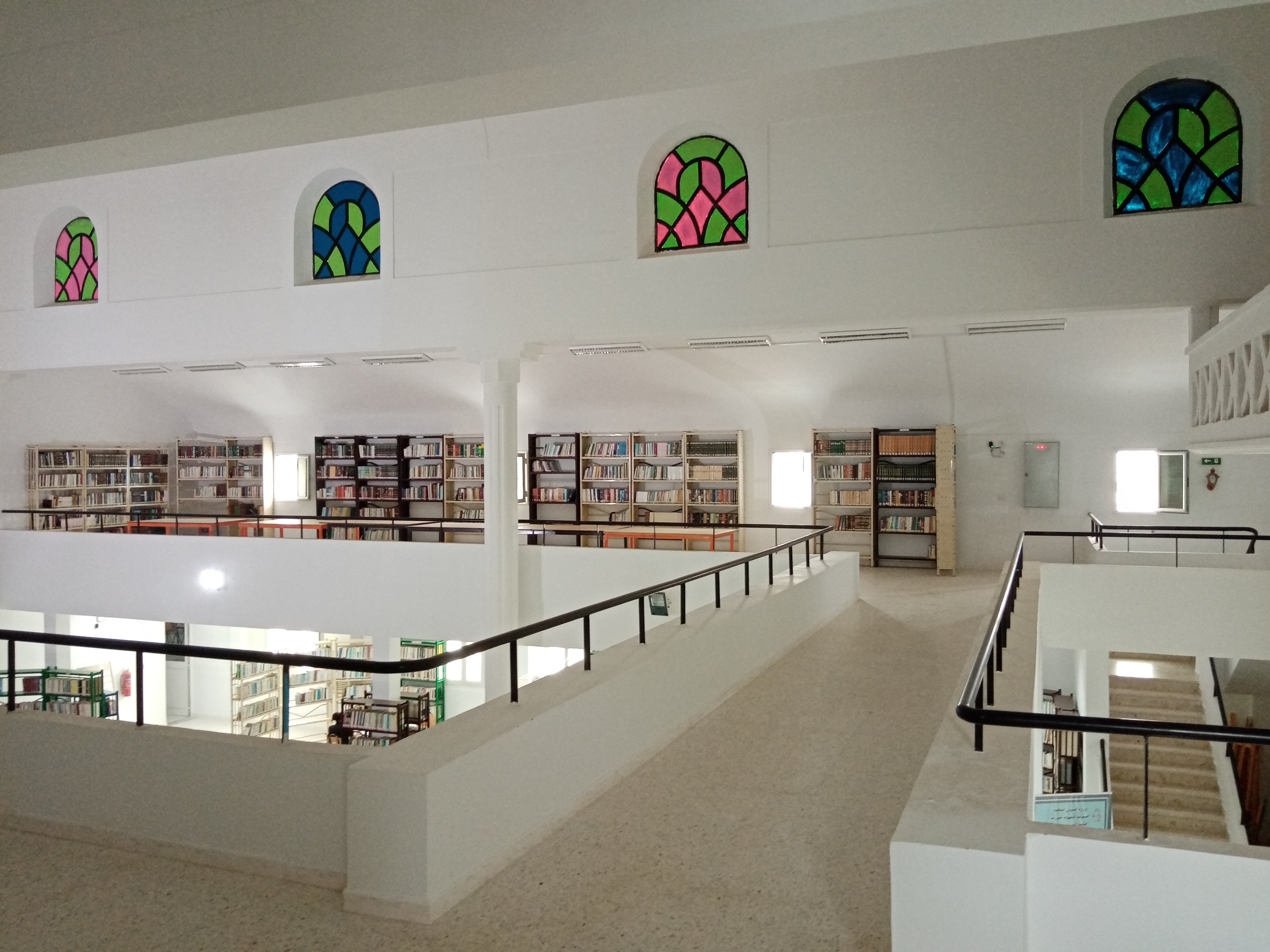
Intérieur de la bibliothèque.
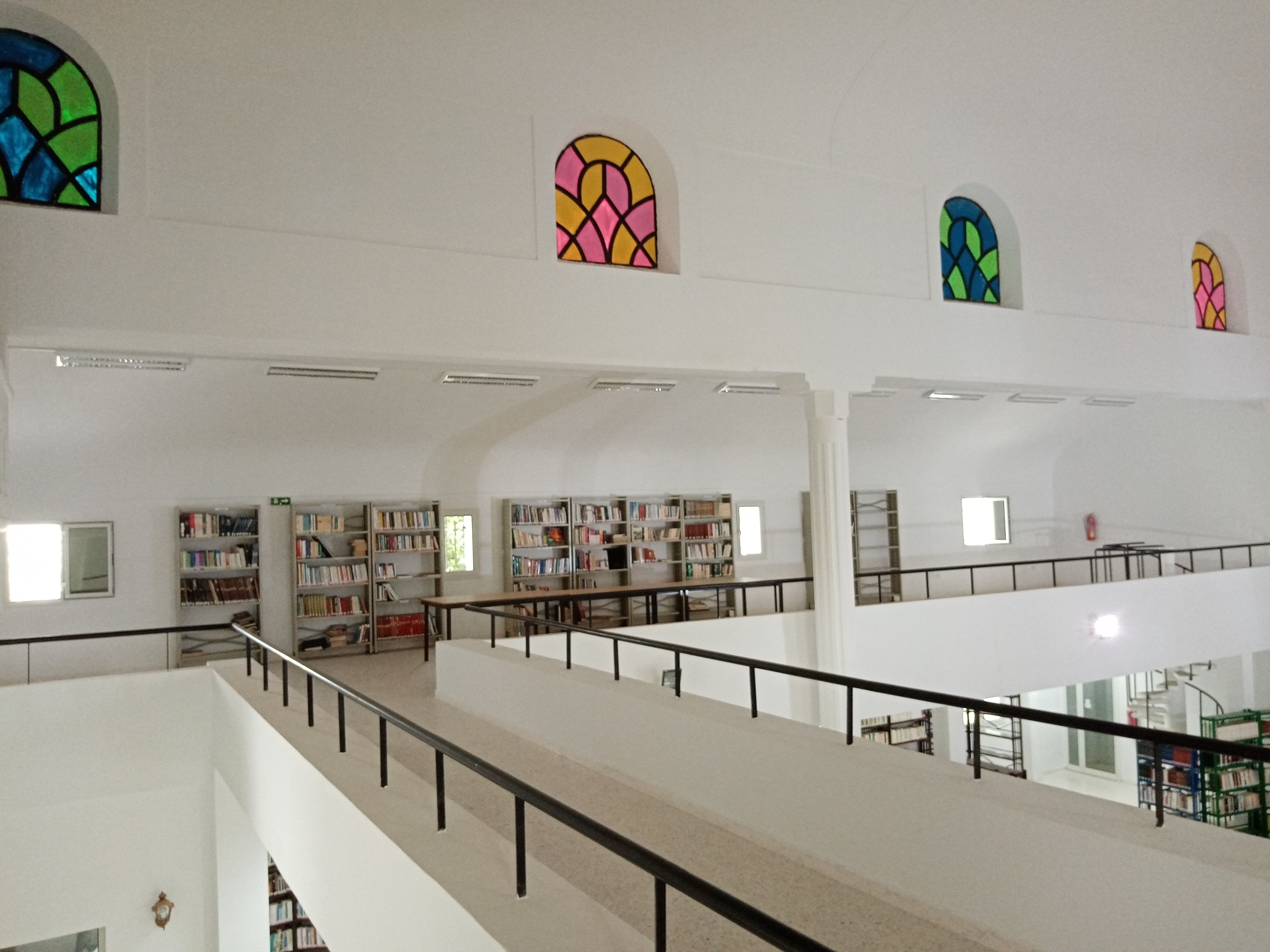
Intérieur de la bibliothèque.

## Ecclésiastiques responsables de la paroisse
- Abbé Benetti (1901-1927) ;
- Abbé Descroix (1927-1928) ;
- Abbé Legendre (1928-1937) ;
- Abbé Deschanet (1937-1947) ;
- Abbé Goudron (1947-1949) ;
- Abbé Forzy (1949-1955) ;
- Abbé Descousses (1955-1964).